# Morocco Tennis Tour 2011
Il Morocco Tennis Tour 2011 è stato un torneo di tennis facente parte della categoria ITF Women's Circuit nell'ambito dell'ITF Women's Circuit 2011. Il torneo si è giocato a Rabat in Marocco dal 31 gennaio al 6 febbraio 2011 e aveva un montepremi di 25 000 $.

## Vincitori

### Singolare
Nina Bratčikova ha battuto in finale  Maria João Koehler con il punteggio di 3–6, 6–4, 6–1

### Doppio
Eva Hrdinová /  Karin Knapp hanno battuto in finale  Iveta Gerlová /  Lucie Kriegsmannová con il punteggio di 6–4, 6–1